# Léonce Marraud
Léonce Marraud né le 11 août 1882 à Charenton-le-Pont et mort pour la France à Lachalade dans le département de la Meuse le 31 octobre 1914, est un homme de lettres français du XXe siècle. Son nom est inscrit au Panthéon parmi les 560 écrivains morts au champ d'honneur pendant la Première Guerre mondiale.

## Biographie
Léonce Marraud, né le 11 août 1882 à Charenton-le-Pont, est le fils de Louis Gaspard Léonce Marraud (1836-1908), receveur des finances et de Jeanne Constance Maucler (1850-1882) qui meurt le lendemain de sa naissance. 
Il fait ses études au lycée Saint-Louis et prépare le concours de l'École navale, comme son père qui en est issu, mais doit y renoncer du fait de sa mauvaise vue. Il s'oriente alors vers l'École des hautes études commerciales où il est admis en 1903 à la troisième place pour en sortir diplômé en 1906. Il continue à explorer d'autres voies — géographie, philosophie, beaux-arts — et développe une expertise dans les domaines artistiques, peinture, musique, architecture. 
Il fait son service militaire de 1903 à 1904 au 131e régiment d'infanterie. Affecté dans la réserve, il fait assidument les périodes d'exercice et devient sergent en 1904, sous-lieutenant en 1907 et lieutenant en 1911. 
Après la mort de son père, il décide d'entrer au séminaire de Saint-Sulpice, à Issy-les-Moulineaux, où il est admis en octobre 1910. Bien qu'étudiant en théologie, il est chargé d'un cours d'histoire de l'art chrétien de 1912 à 1914,. Il initie avec Georges Desvallières, Jacques Beltrand et son ami Maurice Denis le projet d'un centre d'arts plastiques religieux,, projet que ces derniers concrétiseront en fondant les Ateliers d'art sacré. Il est à l'origine de la fondation de la revue La Vie et les arts liturgiques qui commence à paraitre en 1913 et y publie plusieurs articles sous le pseudonyme de Faber. 
Début août 1914, lors de la mobilisation, il est sous-diacre et rejoint le 313e régiment d'infanterie à Blois comme lieutenant de la 23e compagnie. Le 14 septembre, à la fin de la bataille de la Marne, il est évacué à Montluçon pour se faire soigner et revient à la tête de la 21e compagnie le 18 octobre. Le 31 octobre 1914, parti seul en repérage dans le ravin des Courtes-Chausses près de l'ancienne abbaye de Lachalade dans la forêt d'Argonne, il est mortellement atteint d'une balle tirée des tranchées ennemies,,. Il est inhumé dans le carré militaire du cimetière de Lachalade puis au cimetière de Charenton. 
Sa citation à l'ordre de l'armée en précise les circonstances : « malgré une santé délicate, a su toujours entrainer ses hommes. Mortellement frappé le 31 octobre au cours d'une reconnaissance exécutée de son propre mouvement ». 
Dans une de ses dernières lettres à son ami Maurice Vaussard, il écrit : « J'aime cette vie, il me semble que c'est pour la première fois que je suis pleinement homme. J'aime passionnément la charge que la Providence m'y donne, malgré toutes les douleurs, toutes les angoisses que j'y ai trouvées. Peut-être à cause d'elles. Il y a eu cette dure retraite… Il y a eu surtout les souffrances de mes hommes qui ont connu une misère épouvantable (il faut avoir passé par là pour la connaître). Il y a eu enfin tous ceux qui sont tombés. Et je ne peux dire combien je les aimais. C'étaient mes amis que je voyais tomber, et avec cette angoisse de me demander si ce n'était pas de ma faute. Oh ce serrement de cœur avant le combat, quand on voit tous ces yeux se poser sur vous avec un mélange de crainte et d'amitié, semblant vous dire : c'est notre vie que nous te confions, et qu'on sait qu'on va en faire tuer pas mal, et qu'il faut cependant leur donner du courage et les entraîner ! On ne peut comprendre non plus sans l'avoir vue la profondeur de ce lien d'affection qui s'établit entre un chef et sa troupe, surtout dans l'infanterie, après un mois où l'on s'est battu tous les jours, au milieu des mêmes puissantes émotions. Il y a un ton sérieux, sans tristesse, plein d'une résignation courageuse et très belle. Et l'on ne peut s'imaginer les délicatesses que l'on tire, en telles circonstances, d'âmes d'aspect le plus médiocre, désireuses de vous témoigner leur dévouement silencieux. Je ne donnerais pas cette courte période si remplie pour tout le reste de ma vie »,. 

## Distinctions
- Chevalier de la Légion d'honneur, à titre posthume, décret du 17 avril 1920[16]

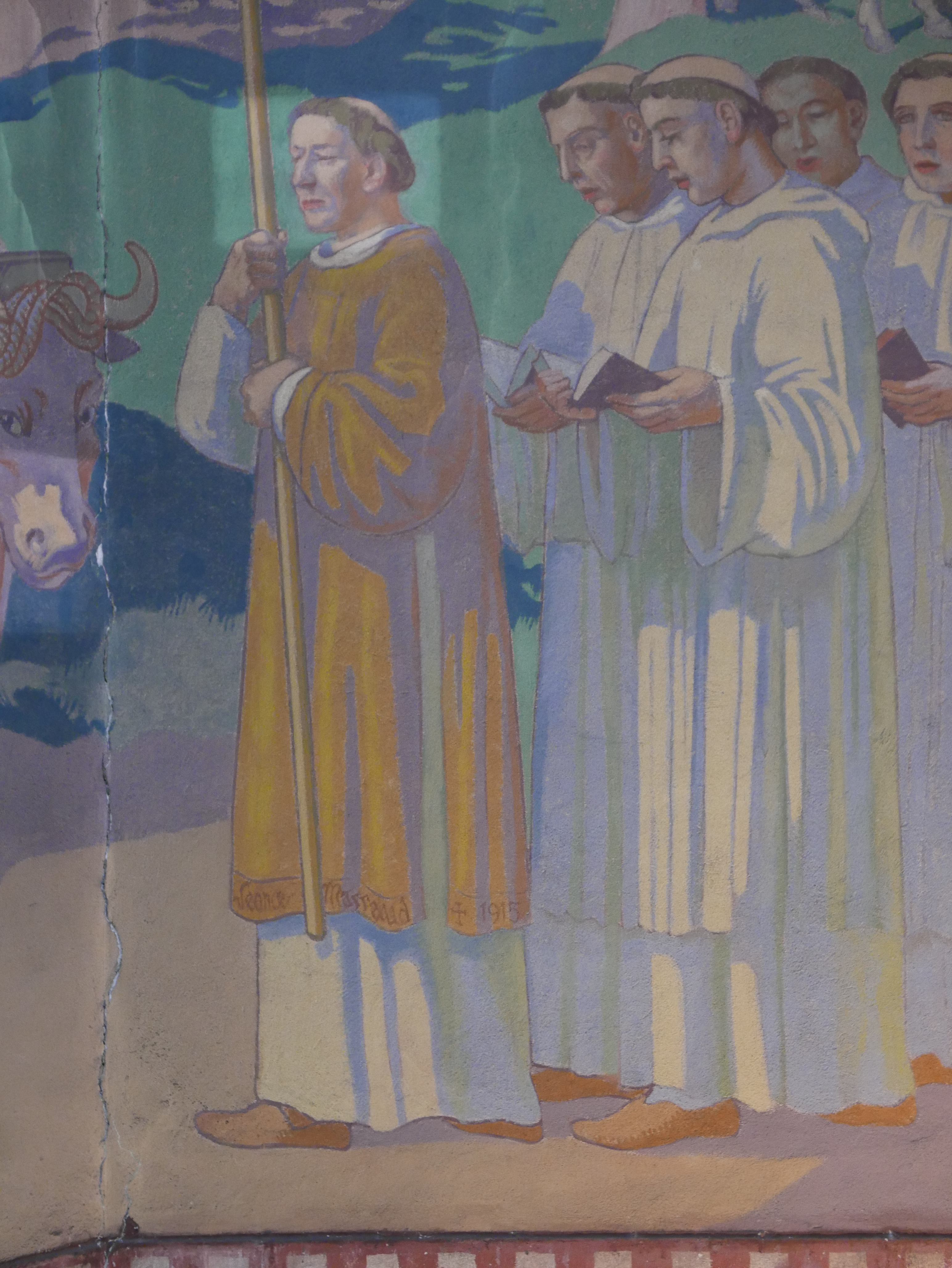
L'abbé Marraud représenté par Maurice Denis dans sa composition "La glorification de Saint-Louis" dans le chœur de Saint-Louis de Vincennes.

- Croix de guerre 1914–1918, palme de bronze

## Hommages
- Le nom de Léonce Marraud est inscrit au Panthéon dans la liste des 560 écrivains morts pour la France pendant la guerre de 1914-1918[17].
- Son nom figure sur les plaques commémoratives 1914-1918 de nombreuses églises d'Ile-de-France : Notre-Dame-des-Blancs-Manteaux, Saint-Louis, Saint-Jacques, La Madeleine, Notre-Dame-de-la-Croix à Paris ; église Saint-Étienne et séminaire Saint-Sulpice à Issy-les-Moulineaux ; église Notre-Dame-du-Rosaire à Saint-Ouen.
- Sa silhouette est représentée par son ami Maurice Denis, portant une croix dans une procession dans la composition "La glorification de Saint-Louis" sur les murs du chœur de l'Église Saint-Louis de Vincennes avec son nom dans les plis de sa chasuble. Par testament il léguait une somme de 23 000 Fr "à la décoration d'une église des faubourgs", somme affectée à Saint-Louis.

## Œuvres principales
- Le Luxe, 1911
- Imagerie religieuse et art populaire, publié sous les pseudonymes de Faber en 1913 et de l'Abbé M. en 1914